# 青森県道4号むつ恐山公園大畑線
青森県道4号むつ恐山公園大畑線（あおもりけんどう4ごう むつ おそれざんこうえん おおはたせん）は、青森県むつ市を通る県道（主要地方道）である。恐山街道ともいう。

## 概要
恐山や宇曽利湖、薬研温泉を通る。

### 路線データ
- 起点 : 青森県むつ市[1]
- 終点 : 青森県むつ市大畑町[1]

## 歴史
- 1993年（平成5年）5月11日 - 建設省により県道むつ恐山公園線と恐山公園大畑線が主要地方道むつ恐山公園大畑線に指定される[2]。
- 1994年（平成6年）3月25日 - 県道むつ恐山公園線と恐山公園大畑線を統合し、むつ恐山公園大畑線として県道に認定される[1]。

## 路線状況
- 冬期交通規制区間
  - むつ市長坂 - むつ市恐山（12月上旬 - 4月下旬）
  - むつ市恐山 - むつ市大畑町薬研（12月上旬 - 4月下旬）

## 地理

### 交差する道路
- 国道279号（むつ市金曲、起点）
- 青森県道177号海老川新町線（むつ市新町）
- 国道338号（むつ市小川町）
- 青森県道174号長坂大湊線（むつ市田名部立山）
- 青森県道284号薬研佐井線（むつ市大畑町薬研）
- 国道279号（むつ市大畑町湯坂下）
- 国道279号・青森県道278号大畑停車場線（むつ市大畑町新町、終点）